# 우나미촌
우나미촌(宇波村)은 도야마현 이미즈군·히미군에 있던 촌이다. 현재의 히미시 동북부에 해당한다. 난류로 인해 비교적 온난한 기후로 북륙에서는 드물게 귤이 재배되고 있으며, 일본 최북단 귤 산지인 나다우라 귤로 지역 농협 등에서 판매되고 있다. 

## 역사
- 1889년 4월 1일 - 정촌제 시행에 의해 이미즈군 우나미촌이 성립하였다.
- 1896년 3월 29일 - 군 개편에 의해 이미즈군에서 분립해 히미군이 성립하여, 히미군에 속하게 되었다.
- 1940년 4월 1일 - 히미군 히미시에 편입되었다.

## 참고문헌
- 『市町村名変遷辞典』東京堂出版、1990年。